# Amedeo Corsi
Amedeo Corsi (Verona, 11 gennaio 1903 – ...) è stato un calciatore italiano, di ruolo attaccante.

## Carriera
Nella stagione 1925-1926 giocò in Prima Divisione (la massima serie dell'epoca) con la maglia del Verona; scese in campo in 3 partite, segnando anche un gol. Fece parte della rosa della squadra scaligera anche nella stagione 1926-1927, nel corso della quale disputò un'ulteriore partita in massima serie. L'anno seguente ha invece militato nel Rovereto.